# Бабиэ де Берсенэ, Франсуа
Франсуа Бабиэ де Берсенэ (фр. François Babié de Bercenay, 1761—ок. 1830) — французский публицист, историк.

## Биография
Будучи племянником аббата де Родонвиллье (Rodonvilliers), Бабиэ де Берсенэ первоначально готовился к духовному званию, но, окончив богословские науки, посвятил себя журналистике. Сотрудничал с периодическими изданиями Mercure universel, Courier de Paris, Point du jour, Journal des indications; кроме того им написано много самостоятельных сочинений, каковы напр.: «l'Éducation militaire nationale» (1789 г.), «Archives de l’honneur» (1806), содержащее любопытные жизнеописания генералов, офицеров и солдат времен Великой Французской революции, целый ряд исторических исследований, касающихся Людовика XVI и его семейства: «Correspondance politique et confidentielle inèdite de Louis XVI» (1817). Кроме того не лишено интереса «Voyage en Russie pendant les annèes 1812 а 1815» (1816), составленное по запискам французского офицера, и «Dictionnaire des nongirouettes» (1616), сочинение задержанное полицией.

## Публикации
- Публикации де Берсенэ
- Некоторые публикации автора  (фр.)